# Litsea pedicellata
Litsea pedicellata är en lagerväxtart som beskrevs av Harley Harris Bartlett. Litsea pedicellata ingår i släktet Litsea och familjen lagerväxter. Inga underarter finns listade i Catalogue of Life.